# 奥奇米亚诺
奥奇米亚诺（義大利語：Occimiano），是意大利亚历山德里亚省的一个市镇。总面积22.37平方公里，人口1389人，人口密度62.1人/平方公里（2009年）。ISTAT代码为006115。